# Ceratina fulvitarsis
Ceratina fulvitarsis (лат.) — вид пчёл рода Ceratina из семейства Apidae (Xylocopinae).

## Распространение
Южная Америка: Бразилия.

## Описание и этимология
Мелкие пчёлы, длина тела менее 1 см. Тело слабопушенное, буровато-чёрное, металлически блестящее с грубой скульптурой. От близких видов (Ceratina immaculata) отличается следующими признаками: голова с зеленоватым металлическим отливом над наличником; нижняя часть щеки, прилегающая к мандибулам, бледно-буровато-белая; лапки желтовато-коричневые. Наличник однородной окраски, без жёлтой полосы. Вид был впервые описан в 1925 году немецким энтомологом Генрихом Фризе (Heinrich Friese; 1860—1948).
Основные находки вида приходятся на январь-февраль и июнь-август.
Вид включён в состав неотропического подрода C. (Ceratinula) Moure, 1941.